# Cassius Mailula
Cassius Mailula (Ga-Molepo, Provincia de Limpopo, Sudáfrica, 12 de junio de 2001) es un futbolista sudafricano que juega de delantero en el Wydad Casablanca de la Liga de Fútbol de Marruecos.

## Estadísticas

### Clubes
Actualizado al último partido disputado el 20 de mayo de 2023.
| Club                              | Div.          | Temporada     | Liga  | Liga  | Liga   | Copas nacionales | Copas nacionales | Copas nacionales | Copas internacionales | Copas internacionales | Copas internacionales | Total | Total | Total  |
| Club                              | Div.          | Temporada     | Part. | Goles | Asist. | Part.            | Goles            | Asist.           | Part.                 | Goles                 | Asist.                | Part. | Goles | Asist. |
| --------------------------------- | ------------- | ------------- | ----- | ----- | ------ | ---------------- | ---------------- | ---------------- | --------------------- | --------------------- | --------------------- | ----- | ----- | ------ |
| Mamelodi Sundowns F. C. Sudáfrica | 1.ª           | 2022-23       | 17    | 9     | 3      | 4                | 0                | 0                | 10                    | 6                     | 1                     | 31    | 15    | 4      |
| Mamelodi Sundowns F. C. Sudáfrica | 1.ª           | 2023-24       | 0     | 0     | 0      | 0                | 0                | 0                | 0                     | 0                     | 0                     | 0     | 0     | 0      |
| Mamelodi Sundowns F. C. Sudáfrica | Total club    | Total club    | 17    | 9     | 3      | 4                | 0                | 0                | 10                    | 6                     | 1                     | 31    | 15    | 4      |
| Total carrera                     | Total carrera | Total carrera | 17    | 9     | 3      | 4                | 0                | 0                | 10                    | 6                     | 1                     | 31    | 15    | 4      |